# Siedmiu Apostołów Bułgarii
Siedmiu Apostołów Bułgarii – grupa świętych katolickich i prawosławnych równych apostołom, do której zalicza się Cyryla i Metodego, oraz ich uczniów: Gorazda, Klemensa, Nauma, Sawa i Angelariusza. Wszyscy oni mieli wpływ na nawrócenie bułgarskiego chana Borysa I Michała.
W Kościele katolickim wspominani dawniej 17 lipca, w nowym Martyrologium Rzymskim 22 listopada; w prawosławiu 27 lipca/9 sierpnia.